# Mandrino

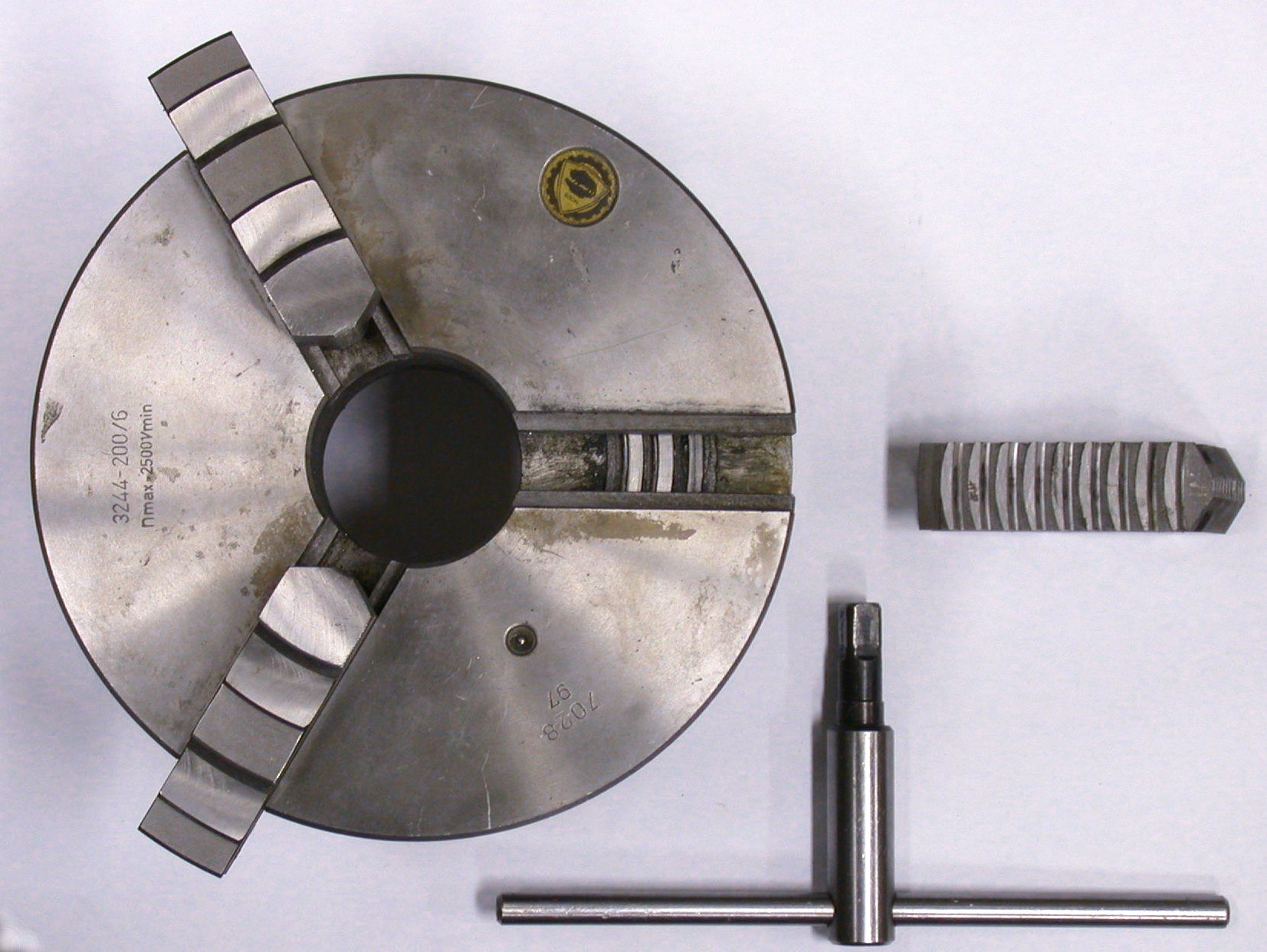
Mandrino autocentrante per tornio, con apposita chiave per stringere i morsetti, che servono a tenere fisso il pezzo da lavorare

Il mandrino è un dispositivo meccanico, installato su una macchina utensile, che permette di serrare e tenere fermo qualsiasi pezzo in lavorazione nonché di trascinare in rotazione un utensile.
Le macchine più comuni dotate di mandrino sono il tornio, la fresatrice, il trapano, la rettificatrice, l'affilatrice e la smerigliatrice assiale.

## Classificazione
I mandrini possono essere classificati secondo il tipo di costruzione e di tecnologia utilizzata, ad esempio:
- mandrino a cremagliera che fa uso di apposita chiave per il serraggio;
- mandrino autocentrante, che può essere serrato senza utilizzare altri attrezzi;
- mandrino mena bride;
- mandrini a motore esterno;
- mandrino a motore interno.

Quest'ultimo viene principalmente utilizzato nelle fresatrici per alte velocità (HSM, dall'inglese High Speed Milling).

## Modalità di serraggio

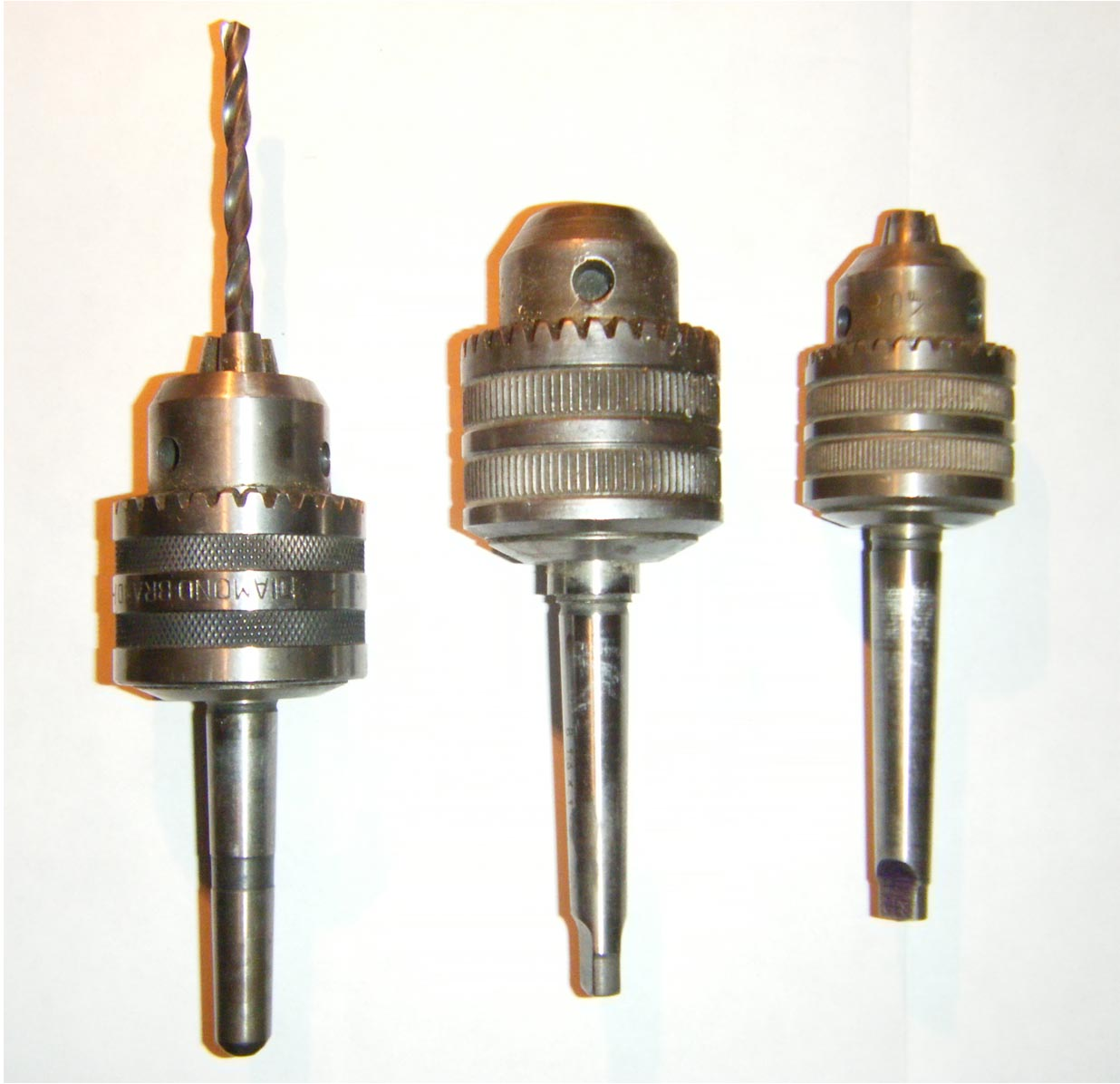
Alcuni mandrini autocentranti normalmente in uso sui trapani

Negli elettroutensili (trapani, fresatrici) il mandrino serra una punta o altro utensile ed il serraggio avviene manualmente o a mezzo di apposita chiave dentata. Nelle macchine utensili il mandrino può stringere un utensile o il pezzo da lavorare. Vi sono però tipi di mandrini non autocentranti nei quali ogni griffa è dotata di movimento indipendente al fine di poter fissare il pezzo con il suo asse fuori centro nel caso di particolari tipi di lavorazione (per esempio per le camme).
Nel caso invece di mandrino autocentrante, il serraggio avviene a mezzo di apposite chiavi a sezione quadrata, che agiscono su organi preposti allo spostamento radiale delle griffe. L'azione della chiave su tali organi (simili a viti ma con invito anch'esso a sezione quadrata) provoca la rotazione di un elemento (interno al mandrino stesso) di forma piatta e sul quale è incisa una spirale che, con la rotazione del pezzo, provoca il movimento sincrono delle griffe, sicché il pezzo da serrare tra di esse viene automaticamente fermato al centro del mandrino.

### Tipologie di autocentrante

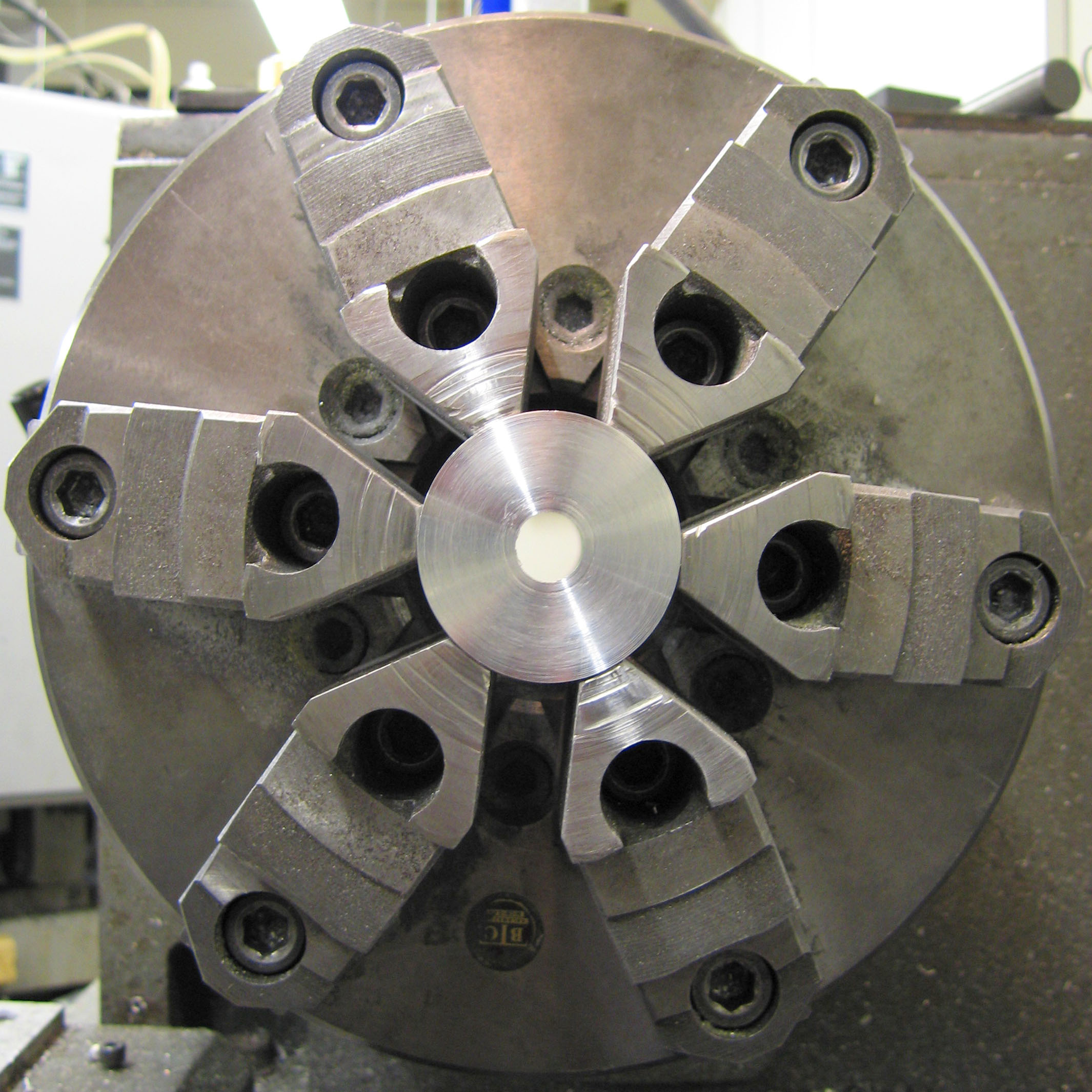
Mandrino con serraggio a sei ganasce.

Esistono autocentranti con serraggio a tre, quattro o sei ganasce (o griffe). Il più comune è utilizzato sui trapani portatili, normalmente può serrare punte elicoidali con diametro da 1 fino a 13 millimetri. Ci sono poi autocentranti per torni o altre macchine, con 3, 4 o 6 ganasce o griffe. I primi consentono di bloccare centrandoli, pezzi circolari o poligonali con numero di lati divisibile per 3. I mandrini a 4 ganasce vengono utilizzati per il fissaggio di pezzi circolari, a sezione irregolare o poligonale con un numero di lati divisibile per 4. Questi ultimi (autocentranti indipendenti) consentono anche il fissaggio del pezzo con l'asse fuori centro. Infine quelli a 6 griffe sono usati su macchine affilatrici per punte elicoidali.